# 汤洪波
汤洪波（1975年10月—），湖南湘潭人，汉族，中共党员，硕士学位，现为中国人民解放军航天员大队一级航天员，大校军衔。入选执行神舟十二号飞行任务、神舟十七号飞行任务（指令长）。

## 生平
1975年10月，汤洪波出生在湖南省湘潭县云湖桥镇飞轮村（今飞栏村）的一个农民家庭，家中还有一个弟弟。汤洪波1995年9月入伍，1997年4月加入中国共产党。曾任空军航空兵某师某团大队长，安全飞行1159小时，被评为空军一级飞行员。2010年5月入选为中国第二批航天员。2016年5月，入选神舟十一号飞行任务备份航天员。2019年12月，入选神舟十二号飞行任务乘组。
2021年6月17日9时22分，搭载神舟十二号载人飞船的长征二号F遥十二运载火箭，在酒泉卫星发射中心点火发射成功，汤洪波与聂海胜和刘伯明一同升空前往天宫空间站。
北京时间2021年7月4日8时11分至14时57分，汤洪波与航天员刘伯明共同进行了中国空间站的首次出舱活动并取得圆满成功。
北京时间2021年9月17日13时34分，神舟十二号载人飞船返回舱在东风着陆场成功着陆，执行飞行任务的航天员聂海胜、刘伯明、汤洪波安全顺利出舱，身体状态良好。
北京时间2023年10月25日，经空间站应用与发展阶段飞行任务总指挥部研究决定，汤洪波将担任神舟十七号载人飞行任务指令长，从而成为当时中国执行两次飞行任务间隔最短（仅2年零1个月）的航天员。

## 荣誉和奖项
- 2021年6月，执行神舟十二号飞行任务，同年11月被中共中央、国务院、中央军委授予“英雄航天员”荣誉称号，并获“三级航天功勋奖章”[9]。

## 执行任务
| 次序   | 任务名称   | 发射时间（UTC+8）       | 着陆时间（UTC+8）    | 运载火箭      | 对接       | 任务时长          | 舱外活动次数 | 舱外活动时长 |
| ------ | ---------- | ----------------------- | -------------------- | ------------- | ---------- | ----------------- | ------------ | ------------ |
| 1      | 神舟十二号 | 2021年6月17日, 09:22:31 | 2021年9月17日, 13:34 | 长征二号F遥12 | 天宫空间站 | 92天4小时又11分   | 1            | 6小时46分钟  |
| 2      | 神舟十七号 | 2023年10月26日, 11:14   | 2024年4月30日, 17:46 | 长征二号F遥17 | 天宫空间站 | 187天6小时又31分  | 2            | 15小时17分钟 |
| 合计： | 合计：     | 合计：                  | 合计：               | 合计：        | 合计：     | 279天10小时又42分 | 3            | 22小时03分钟 |